# Veletržní pohár 1962/1963
Sezóna 1962/63 Veletržního poháru byla 5. ročníkem tohoto poháru. Mohl se účastnit jenom jeden klub z každého města, takže bylo běžné, že více týmů z jednoho města do turnaje vyslalo společnou reprezentaci města. Vítězem se stal tým Valencia CF, který tak obhájil titul z minulého ročníku.

## První kolo
| Domácí v 1. zápase    | Celkem | Hosté v 1. zápase           | 1. zápas | 2. zápas |
| --------------------- | ------ | --------------------------- | -------- | -------- |
| UC Sampdoria          | 3–0    | Aris                        | 1–0      | 2–0      |
| SC Viktoria Köln      | 5–7    | Ferencváros                 | 4–3      | 1–4      |
| Petrolul Ploieşti     | 5–0    | Spartak ZJŠ Brno            | 4–0      | 1–0      |
| FK Vojvodina Novi Sad | 1–2    | Lipsko XI                   | 1–0      | 0–2      |
| Basilej XI            | 0–3    | FC Bayern Mnichov           | 0–3      | –        |
| Drumcondra            | 6–5    | Odense XI                   | 4–1      | 2–4      |
| FC Porto              | 1–2    | NK Dinamo Záhřeb            | 1–2      | 0–0      |
| Marseille             | 3–4    | Royale Union Saint-Gilloise | 1–0      | 2–4      |
| Valencia              | 6–4    | Celtic FC                   | 4–2      | 2–2      |
| Everton FC            | 1–2    | Dunfermline Athletic        | 1–0      | 0–2      |
| Utrecht XI            | 5–3    | Tasmania Berlin             | 3–2      | 2–1      |
| Hibernian FC          | 7–2    | Stævnet                     | 4–0      | 3–2      |
| Glentoran FC          | 2–8    | Real Zaragoza               | 0–2      | 2–6      |
| Altay SK              | 3–13   | AS Řím                      | 2–3      | 1–10     |
| Rapid Vídeň           | 1–2    | FK Crvena zvezda            | 1–1      | 0–1      |
| Belenenses            | 2–21   | Barcelona                   | 1–1      | 1–1      |

1 Barcelona vyhrála rozhodující zápas na neutrální půdě 3:2.

## Druhé kolo
| Domácí v 1. zápase | Celkem | Hosté v 1. zápase           | 1. zápas | 2. zápas |
| ------------------ | ------ | --------------------------- | -------- | -------- |
| UC Sampdoria       | 1–6    | Ferencváros                 | 1–0      | 0–6      |
| Petrolul Ploieşti  | 1–11   | Lipsko XI                   | 1–0      | 0–1      |
| FC Bayern Mnichov  | 6–1    | Drumcondra                  | 6–0      | 0–1      |
| NK Dinamo Záhřeb   | 2–22   | Royale Union Saint-Gilloise | 2–1      | 0–1      |
| Valencia           | 6–63   | Dunfermline Athletic        | 4–0      | 2–6      |
| Utrecht XI         | 1–3    | Hibernian FC                | 0–1      | 1–2      |
| Real Zaragoza      | 4–5    | AS Řím                      | 2–4      | 2–1      |
| FK Crvena zvezda   | 3–34   | Barcelona                   | 3–2      | 0–1      |

1 Petrolul Ploieşti zvítězilo v rozhodujícím zápase na neutrální půdě 1:0.
2 NK Dinamo Záhřeb zvítězilo v rozhodujícím zápase na neutrální půdě 3:2.
3 Valencia zvítězila v rozhodujícím zápase na neutrální půdě 1:0.
4 FK Crvena zvezda zvítězila v rozhodujícím zápase na neutrální půdě 1:0.

## Čtvrtfinále
| Domácí v 1. zápase | Celkem | Hosté v 1. zápase | 1. zápas | 2. zápas |
| ------------------ | ------ | ----------------- | -------- | -------- |
| Ferencváros        | 2–1    | Petrolul Ploieşti | 2–0      | 0–1      |
| FC Bayern Mnichov  | 1–4    | NK Dinamo Záhřeb  | 1–4      | 0–0      |
| Valencia           | 6–2    | Hibernian FC      | 5–0      | 1–2      |
| AS Řím             | 3–2    | FK Crvena zvezda  | 3–0      | 0–2      |

## Semifinále
| Domácí v 1. zápase | Celkem | Hosté v 1. zápase | 1. zápas | 2. zápas |
| ------------------ | ------ | ----------------- | -------- | -------- |
| Ferencváros        | 1–3    | NK Dinamo Záhřeb  | 0–1      | 1–2      |
| Valencia           | 3–1    | AS Řím            | 3–0      | 0–1      |

## Finále
| Domácí v 1. zápase | Celkem | Hosté v 1. zápase | 1. zápas | 2. zápas |
| ------------------ | ------ | ----------------- | -------- | -------- |
| NK Dinamo Záhřeb   | 1–4    | Valencia          | 1–2      | 0–2      |

## Vítěz
| Veletržní pohár 1962/63 Valencia CF |